# Geel duizendblad
Geel duizendblad (Achillea filipendulina)  is een sterk geurende, overblijvende plant uit de composietenfamilie, die in de siertuin wordt aangeplant. De soort komt van nature voor in Midden- en West-Azië. In Nederland is de soort tussen  1975 en 1999 ingeburgerd. Het aantal chromosomen is 2n = 18, 36 of 54.
De plant wordt 100-120 cm hoog en vormt wortelstokken met korte uitlopers. De bladsteel is 0-5 centimeter lang en aan de basis verbreed. De hogere bladeren aan de stengel zijn vaak zittend. Het dubbel geveerde tot driedubbel geveerde, behaarde blad is 10-20 cm lang en 3-7 cm breed en de blaadjes hebben een gelobde of gekartelde rand.
Geel duizendblad bloeit vanaf juni tot in september met gele bloemhoofdjes, die in een tuil staan. Een bloemhoofdje bevat twee tot vier gele lintbloemen en vijftien tot dertig 2-2,5 mm lange buisbloemen. 
De vrucht is een nootje.
Geel duizendblad komt voor op humusrijke, vaak lemige grond.

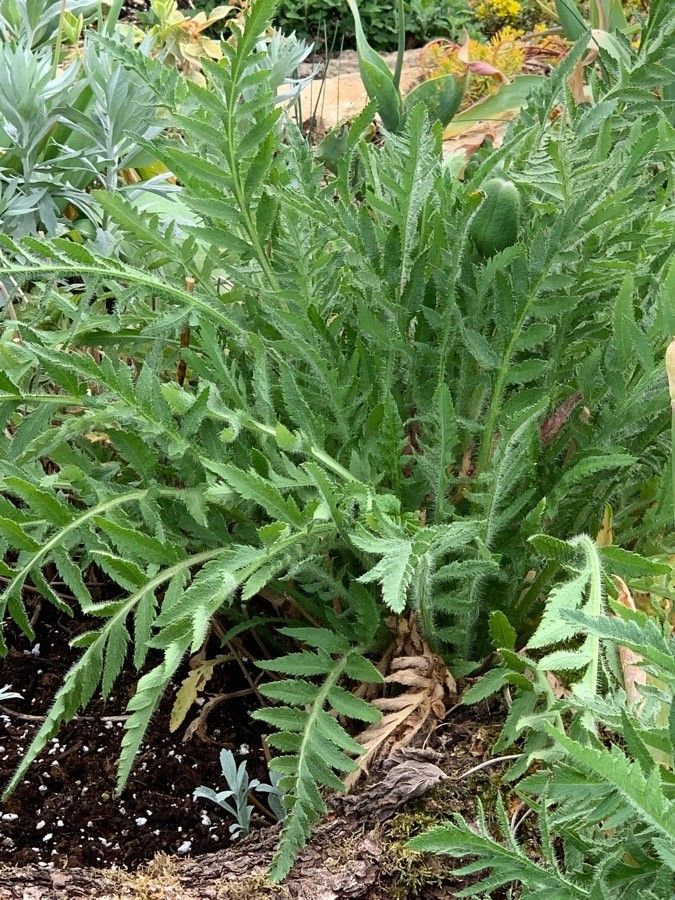
Plant
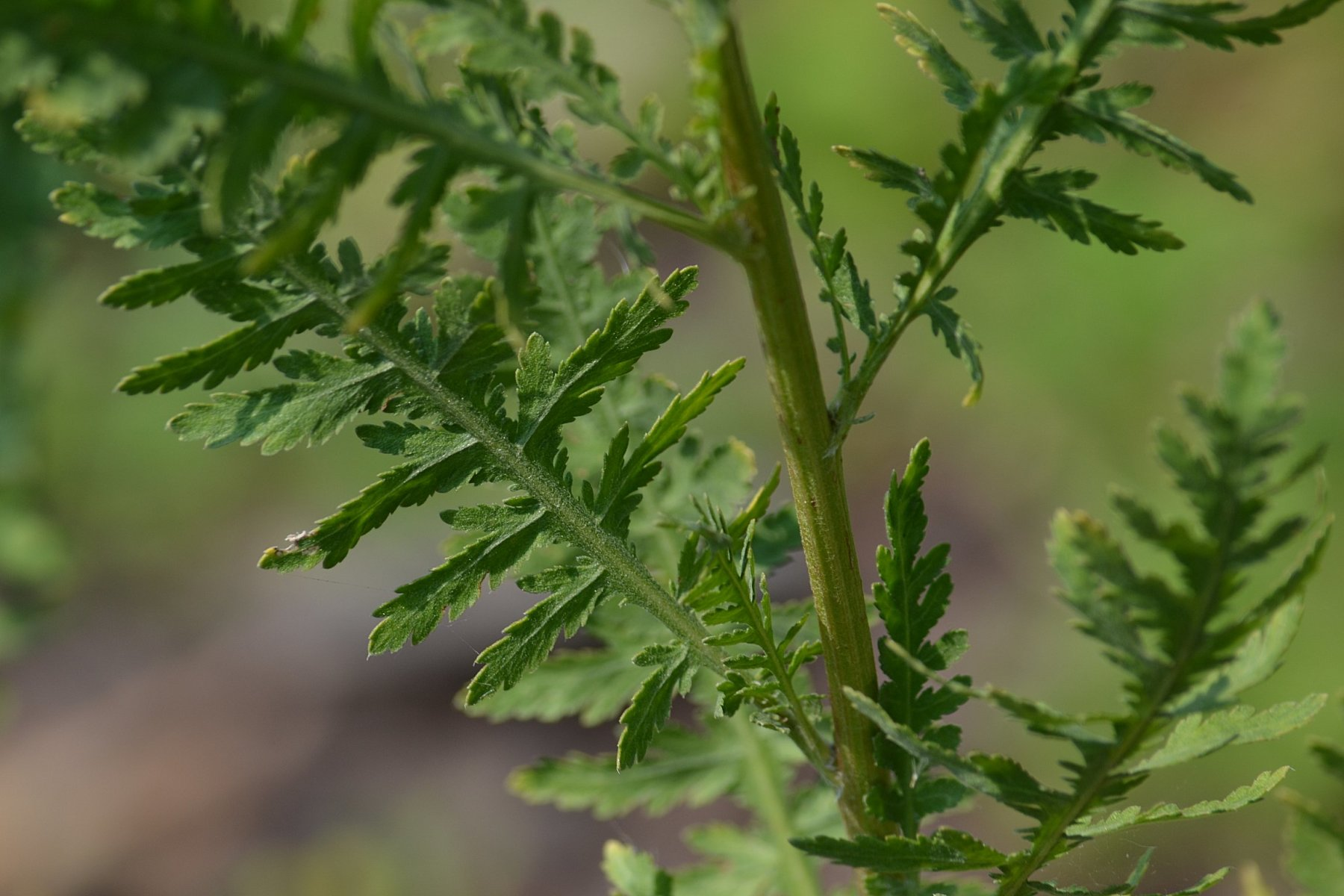
Stengel
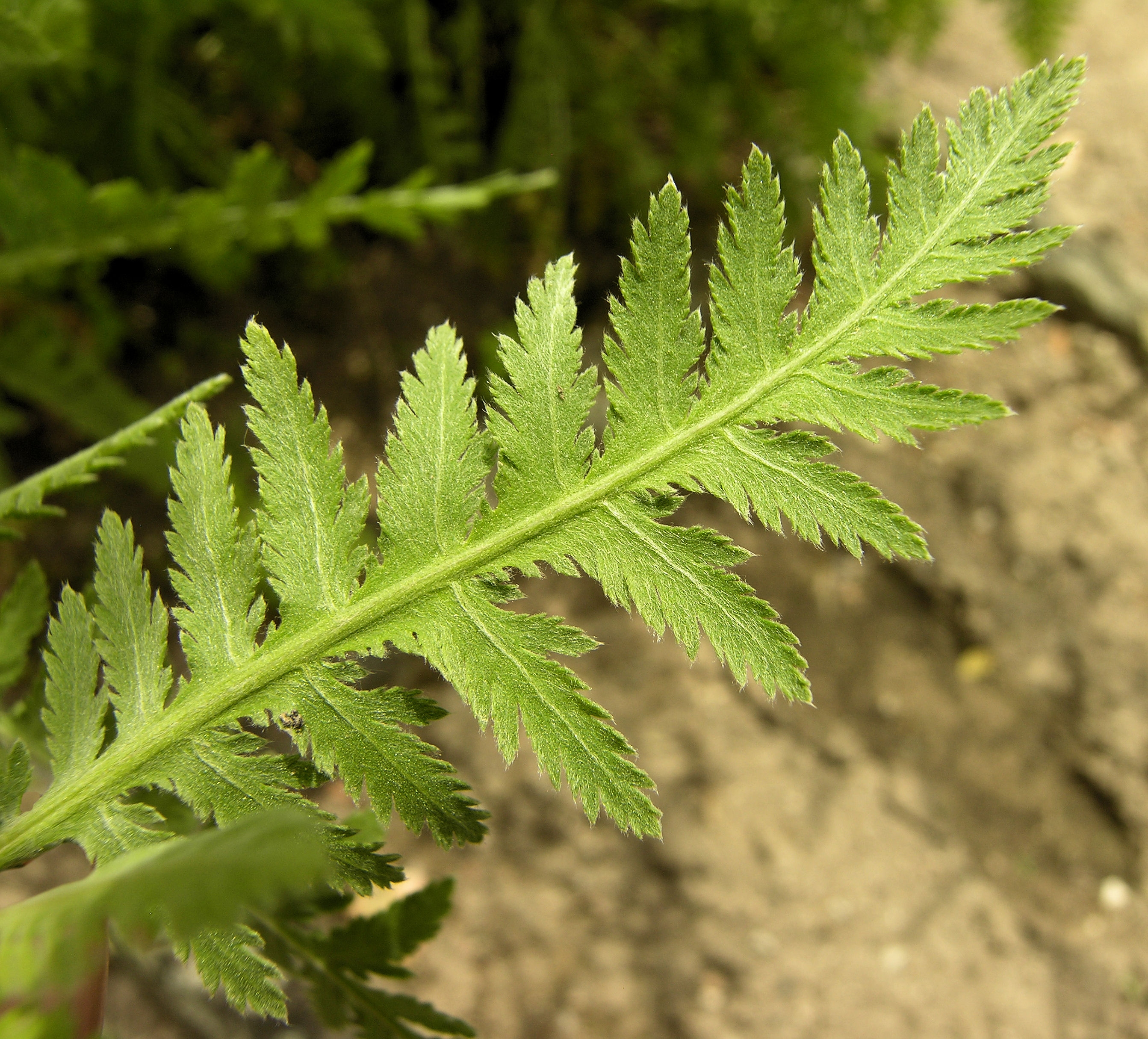
Blad
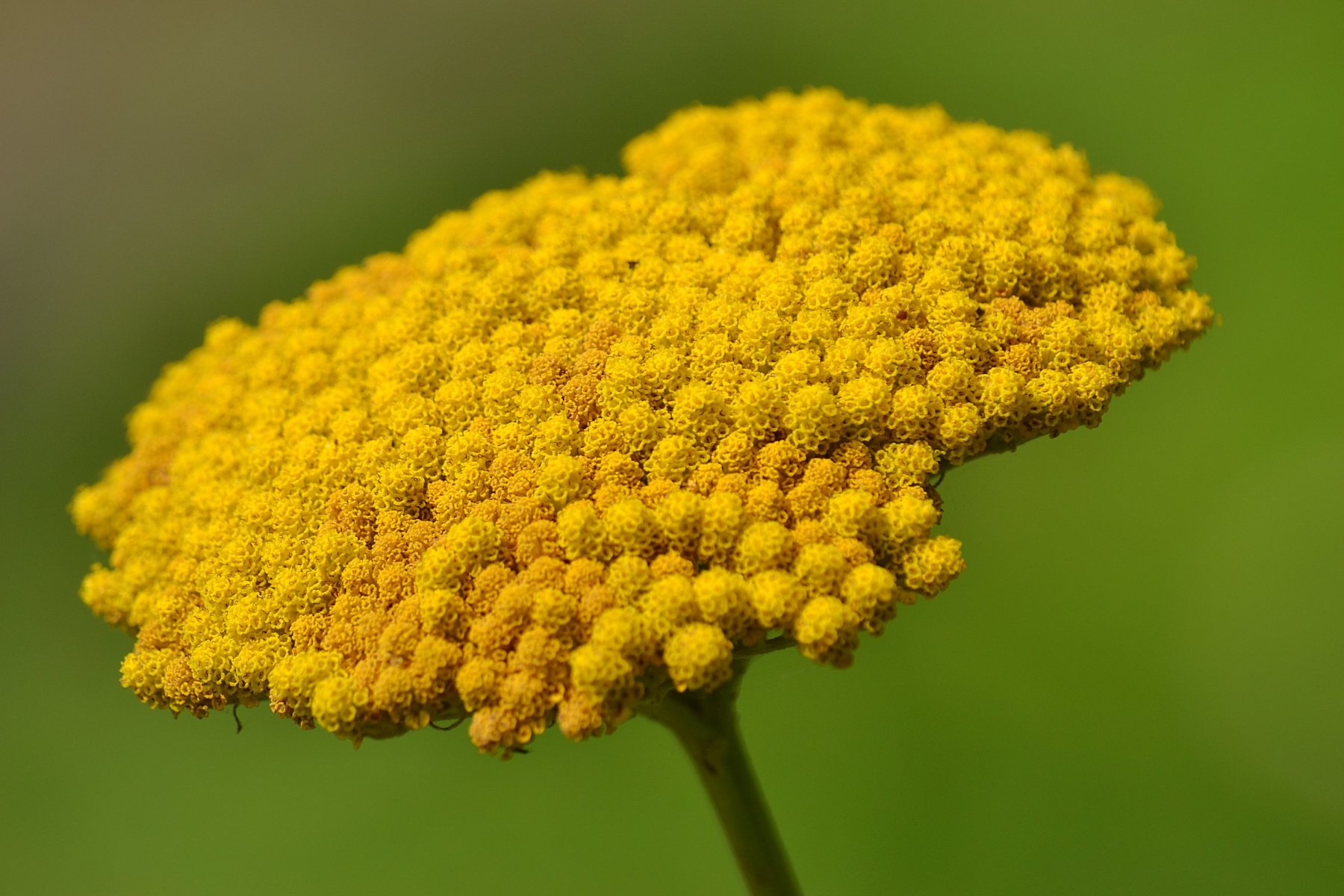
Bloeiwijze
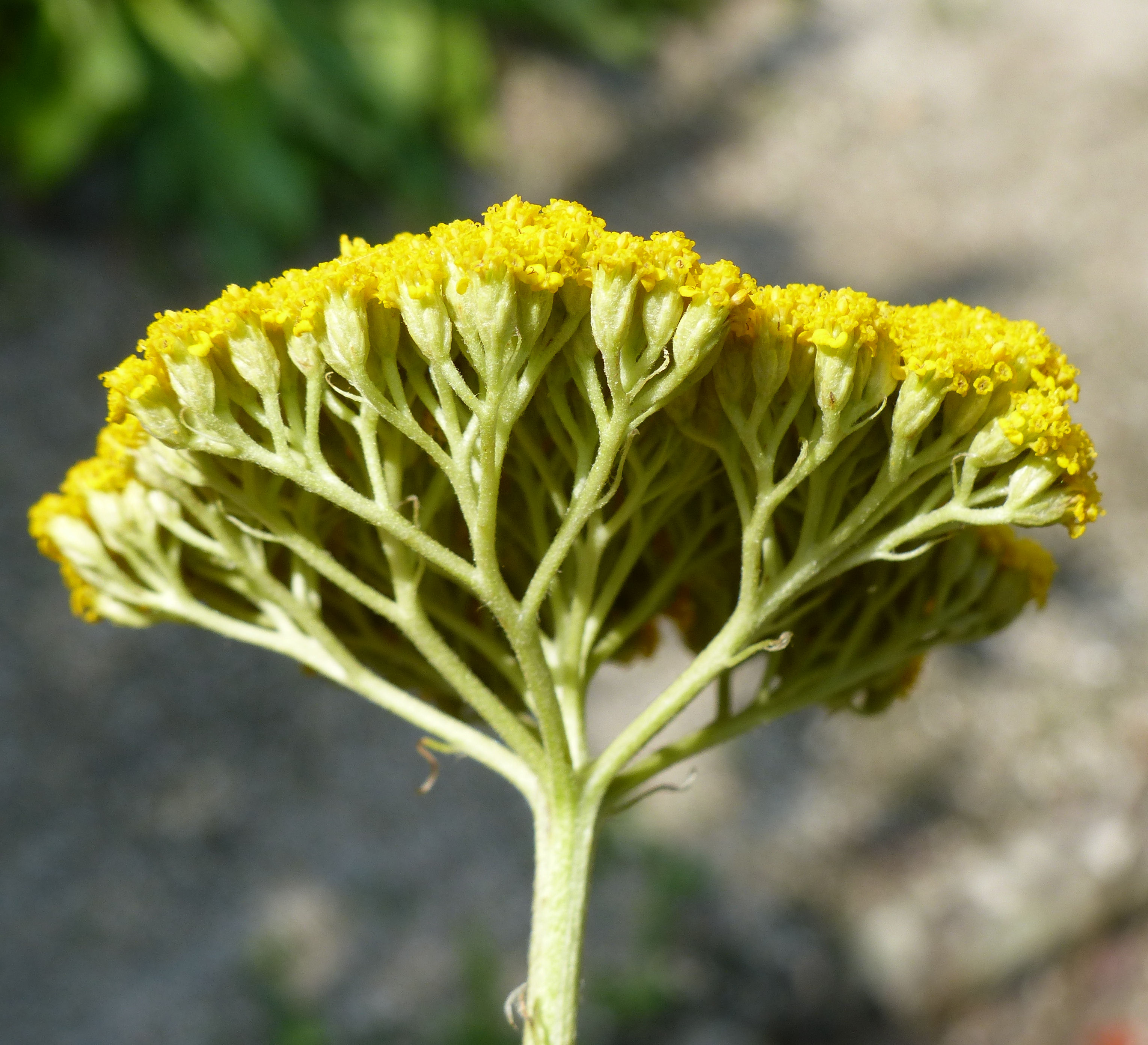
Bloemhoofdjes
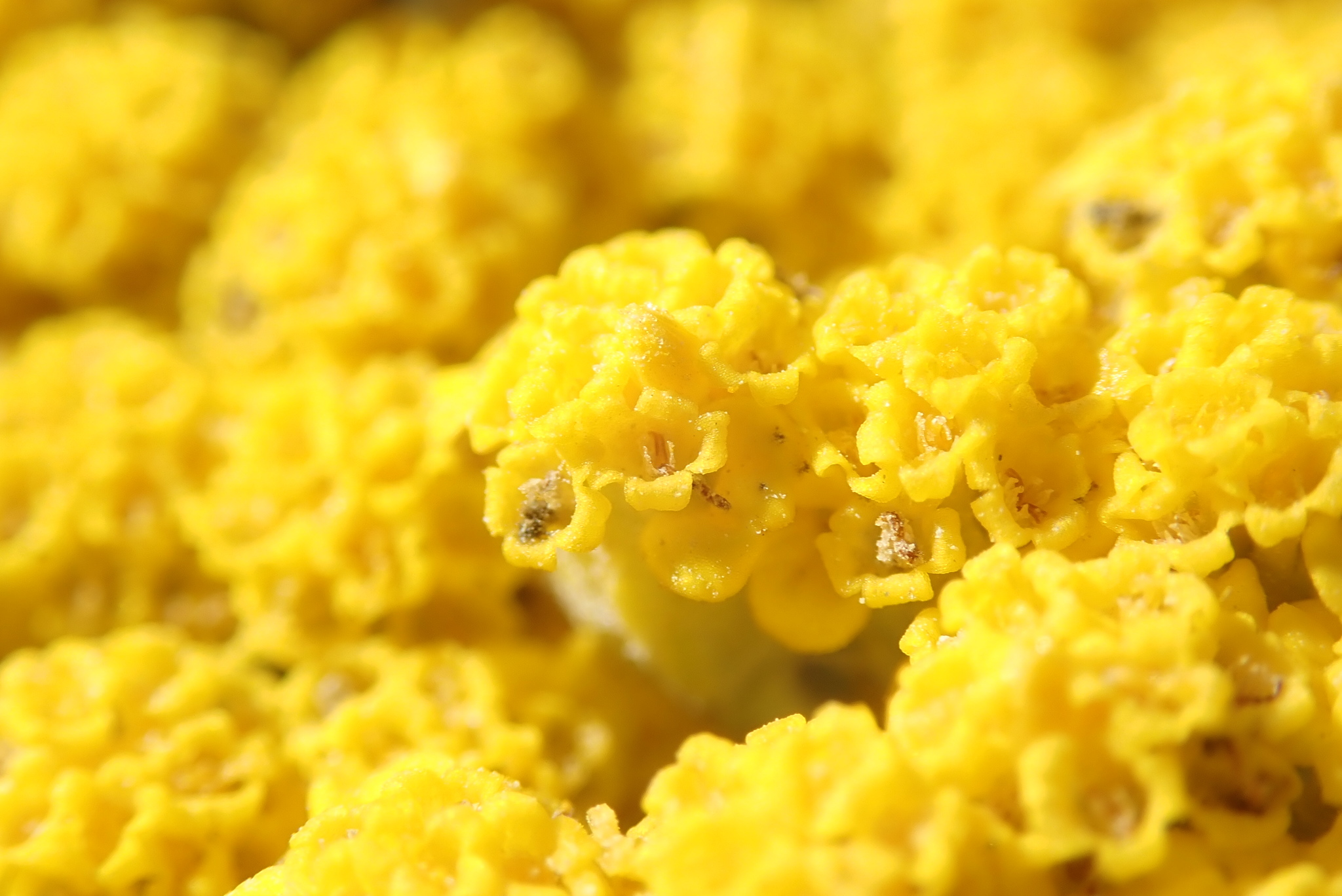
Bloemhoofdjes